# Phalloniscus tarraconensis
Phalloniscus tarraconensis är en kräftdjursart som beskrevs av Albert Vandel1953. Phalloniscus tarraconensis ingår i släktet Phalloniscus och familjen Dubioniscidae. Inga underarter finns listade i Catalogue of Life.